# Битва під Жарновим
Битва під Жарновим відбулася 16 вересня 1655 під час Північної війни між силами Польщі та Швеції.

## Передумови
9 вересня 1655 відбулась сутичка біля Іновлодзя, де військо Стефана Чарнецького напало на ар'єргард Арвіда Віттенберга 500 кавалерії (на чолі з Жоржем Форгелем), і розбило його. Шведські втрати були близько 200 осіб. 12 вересня шведи підійшли і взяли в облогу місто Опочно, пізніше було його захоплено після нетривалого захисту.
15 вересня під Жарновим стояла польська армія, чисельністю близько 11 000 чоловік під керівництвом короля Яна Казимира. Король Швеції Карл Х Густав очолював армію біля Опочно, Ян вирішив прийняти бій.
Польська армія налічувала 3-4 тисяч піхоти найманців, 7 тисяч посполитого рушення, 900 драгунів і шість легких гармат. У Карла Густава регулярної армії було 4-5 тисяч піхоти, 400 драгунів, 6 тисяч ополчення і 40 гармат (переважно крупного калібру).

## Битва
Битва розпочалася із несподіваної атаки польської армії. Карл Густав контратакував, кинувши вперед піхоту та артилерію, і почав повільно підніматися на гору, де закріпилися поляки. Польська армія намагалися атакувати зверху, щоби змусити шведів відступити, але перевага шведів в артилерії не дозволила реалізувати цей задум. Не витримавши тиску шведських військ, Ян Казимир дав наказ до відступу, проте шведи почали переслідування. Деякі польські солдати, які були захоплені у полон, перейшли до лав шведської армії. Частина армії Стефана Чарнецького і короля Яна Казимира відступила до Кракова. Прикриттям відступу командував польний гетьман коронний Станіслав Лянцкоронський.
У результаті битви польські сили втратили близько 1 000 солдатів.

## Наслідки
Після битви шведи увійшли до Малопольщі, яку полишили польські війська. Після цього Ян Казимир і королева Марія Луїза у супроводі сенаторів виїхали до Імператора Сілезії.